# فراموشی پیش‌گستر
فراموشی پیش‌گستر (به انگلیسی: Anterograde Amnesia) در عصب‌شناسی عبارت است از ناتوانی در ایجاد خاطرات جدید پس از رویدادی که باعث فراموشی شده است. فراموشی پیش‌گستر منجر به ناتوانی جزئی یا کامل در یادآوری گذشته نزدیک می‌شود، در حالی که خاطرات طولانی مدت قبل از رویداد دست نخورده باقی می‌مانند.
این نوع فراموشی برخلاف فراموشی پس‌گستر است که در آن خاطرات ایجاد شده قبل از رویداد از بین می‌روند در حالی که هنوز می‌توان خاطرات جدید را به یاد آورد. البته هر دو نوع فراموشی پیش‌گستر و پس‌گستر ممکن است با هم در یک بیمار رخ دهند. تا حد زیادی فراموشی پیش‌گستر یک بیماری مرموز باقی مانده است زیرا مکانیسم دقیق ذخیره‌سازی خاطرات هنوز به خوبی شناخته نشده است. اگرچه مشخص است که مناطق درگیر مغز شامل مکان‌های خاصی در قشر گیجگاهی هستند، به‌ویژه در هیپوکامپ و نواحی زیر قشری مجاور آن.

## سبب‌شناسی
- ضربه به سر
- عارضه ناشی از فراموشی سراسری گذرا
- بیماری آلزایمر
- انسفالیت هرپسی
- عارضه ناشی از تشنج
- عارضه ناشی از جراحی مغز

### داروها
- الکل
- بنزودیازپین‌ها
- باربیتورات‌ها
- داروهای بیهوشی (کتامین)